# Drillia siebenrocki
Drillia siebenrocki is een slakkensoort uit de familie van de Drilliidae. De wetenschappelijke naam van de soort is voor het eerst geldig gepubliceerd in 1900 door Sturany.